# Lourenço Moreira Lima
Lourenço Moreira Lima - o Bacharel Feroz (Itambé, 22 de fevereiro de 1881 – São Paulo, 5 de setembro de 1940) foi um advogado e guerrilheiro brasileiro, responsável pelos registros dos fatos ocorridos durante a marcha da Coluna Prestes pelo país, durante meados dos anos 1920.

## Biografia
Filho de Joaquim Moreira Lima, que foi juiz durante o Império e presidiu o Tribunal de Justiça da Paraíba, e de Marcolina Etelvina Lima, era o terceiro de nove filhos, tendo entre seus irmãos mais novos aquele que seria o futuro interventor federal no Ceará, Filipe Moreira Lima.
Sua ascendência sobre os irmãos mais novos foi bastante acentuada, com a morte precoce do pai; sobre isto seu irmão Filipe registrou: "Sua influência, na formação de nosso caráter, foi assim, quase tão profunda quanto a de nosso pai, desaparecido quando mal saíamos da infância."
Morando no Rio de Janeiro, ingressou na vida militar estudando na Escola do Realengo, ficando ali apenas dois anos pois foi desligado após um incidente com oficiais; mais tarde foi incorporado ao 7º Batalhão de Infantaria, na Fortaleza da Conceição, em 1903 deixou o Exército.
Em 1905 mudou-se para Fortaleza, onde ingressou na Faculdade de Direito e, após formado, mudou-se para o Acre e neste então território federal e no Pará exerceu a advocacia por mais de dez anos.
Em finais de 1920 voltou ao Rio de Janeiro, ali participando das conspirações que culminaram na Revolta do Forte de Copacabana mas acabou não sendo detido por não estar presente na sua súbita eclosão, a 5 de julho de 1922; com a prisão dos participantes, Moreira Lima atuou então como advogado, em suas defesas.
No 5 de julho seguinte do movimento tenentista, em 1924, sua participação foi muito mais efetiva, conspirando no Rio de Janeiro e em Minas Gerais e, antes da sua eclosão, dirigiu-se para São Paulo, onde chegou a tempo de participar dos combates. Ali a cidade, sob comando de Isidoro Dias Lopes, foi ocupada por três semanas - enquanto era debelada rapidamente nos estados de Sergipe e Amazonas, os dois outros estados participantes; ao cabo deste tempo os rebeldes se deslocaram para o interior quando Moreira Lima foi preso, ficando no cárcere por cinco meses.
Uma vez em liberdade ele se dirigiu de imediato para Foz do Iguaçu onde estavam resistindo os rebeldes, seguindo pelo Mato Grosso e pelo Paraguai, mas ali chegando já haviam sido derrotados em Catanduvas, veio finalmente a se incorporar à Coluna Prestes, com a patente de capitão e investido da função de secretário, sendo um dos que assinaram a carta ao comandante da fronteira do país vizinho onde os revoltosos comunicavam-lhe o imperativo das circunstâncias que os forçavam a marchar armados por território estrangeiro.
A coluna foi o resultado da junção das forças advindas de São Paulo com as do Rio Grande do Sul; servindo como capitão, integrava o estado-maior da revolta e foi comandante do 4º Destacamento, substituindo a Djalma Dutra que viajara a Paso de los Libres; foi um dos redatores do jornal O Libertador junto a José D. P. Machado e Manoel de Macedo, e dirigiu O Combate, órgão que fazia a divulgação das ideias do movimento.
A Coluna parte então para sua longa marcha pelos sertões brasileiros, atravessando treze estados. Moreira Lima então acompanha a "Grande Marcha"; voltando da Bahia, no Piauí, deixou o cargo de secretário e passou a servir no destacamento de João Alberto onde ficou até chegarem próximo a Coxim quando junto a Djalma Dutra foi enviado até a Argentina a fim de receberem instruções de Isidoro Dias Lopes, alçado então ao cargo de marechal; numa penosa marcha de volta pelo rio Paraguai, onde enfrentou pântanos e forças inimigas, finalmente encontra a Coluna e com ela entram na Bolívia, em março de 1927, selando o fim do movimento que em seguida se dissolveu.
Entre 1928 e 1930 estabeleceu-se em Santa Vitória do Palmar; com a Revolução deste último ano ele se aliou às forças gaúchas que marcharam para o Rio de Janeiro; combate em Itararé até a chegada da notícia da deposição de Washington Luís e as tropas leais ao governo depuseram as armas; voltou então ao Rio Grande do Sul mas em 1932, com a instalação do governo de Vargas muda-se para a capital do país onde ocupa em 1935 um cargo no Ministério do Trabalho.
Moreira Lima não dura no cargo: logo é demitido, sob acusação de ter participado da Intentona Comunista que eclodira a 23 de novembro em Natal, no Recife dia 25 e no Rio a 27 daquele mês; detido, Moreira Lima nega participação nas conspirações, embora tenha mantido contato com o major Costa Leite que na época era o representante de Prestes no Rio.
Durante o cárcere Moreira Lima ficou ao lado de outras figuras conhecidas, como Aparício Torelly (conhecido autor humorístico com os pseudônimos de "Apporelly" e “Barão do Itararé”) e o escritor Graciliano Ramos, que mais tarde registrou sua chegada à prisão:
(...)Um me impressionou, alto, magro, ligeiramente curvo, grave de mais. Avistei-o no fim da plataforma, ao pé da cortina. Ofereceram-lhe uma salva de palmas. Agradeceu com um gesto, apresentou-se:
_Lourenço Moreira Lima.
Devia ser o coronel que, anos atrás, governara o Ceará, julguei. À hora do almoço, dei-lhe a patente. Recusou-a:
_O senhor me está confundindo com meu irmão Filipe. Eu sou Lourenço.
(...) Nascera decerto para usar farda. Rijo, anguloso, afirmativo, grande energia exposta na cara onde se cavaram rugas duras, infundia respeito. Apelidaram-no, em consequência, Bacharel Feroz. Injustiça: era simples e bom, um dos sujeitos mais dignos que já vi. Com duas hérnias contidas numa funda complexa, viajara pelo interior, a pé, a cavalo, subira e descera rios, secretário da coluna Prestes.
Uma vez posto em liberdade, mudou-se, escondido, para São Paulo, onde veio a falecer. Sobre a sua morte escreveu Jorge Amado: "Durante os trágicos anos do Estado Novo morreu num hospital de São Paulo, com o nome trocado, escondido como se fosse um criminoso vulgar, procurado pelos "tiras" da polícia, condenado pelo nefando Tribunal de Segurança, o advogado Lourenço Moreira Lima, uma das figuras mais curiosas da revolução brasileira."
Amado ainda reporta que foi a obra de Lima que lhe inspirou a escrita de O Cavaleiro da Esperança, livro que narra a vida de Prestes e sua Coluna; sobre Moreira Lima escreveu: "Uma coisa o define mais que tudo: o apelido. Seus companheiros da Coluna, os soldados que viam o advogado largar a pena de cronista para tomar o fuzil durante os combates, impávido e furioso contra o inimigo, chamaram-no de "Bacharel Feroz". Era o civil junto aos tenentes chegados da Escola Militar do Realengo e da Força Pública de São Paulo para o sonho de um Brasil melhor. Eram as letras, a cultura jurídica, as profissões liberais, o jornalismo, que se incorporavam ao grande movimento (...) Lourenço Moreira Lima representou a nós todos, civis e intelectuais, na Coluna Prestes."

## Obras
Moreira Lima publicou:
- A Coluna Prestes; marchas e combates da coluna invicta e a Revolução de Outubro de 1930 (1934)
- A Coluna Prestes (marchas e combates) (1945) - póstumo.[7]